# Sphyrapicus nuchalis
Il picchio nucarossa (Sphyrapicus nuchalis Baird, 1858) è un uccello piciforme della famiglia dei picidi.

## Descrizione

### Dimensioni
Misura circa 19–23 cm di lunghezza, per un peso di 32-66 g.

### Aspetto

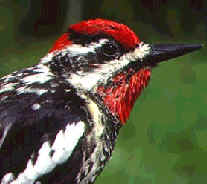
Profilo della testa di un maschio.

Si tratta di uccelli massicci, con lungo becco conico e zampe e coda corti e tozzi.

Gli adulti sono neri sul dorso e bianco-grigiastri sul ventre, con le singole penne screziate di bianco su spalle, remiganti e coda, così come i fianchi sono screziati di nero: su petto e ventre sono presenti sfumature giallastre, mentre il basso ventre ed il sottocoda sono bianchi. La testa è bianca con stria oculare, mustacchi, fronte e calotta nera, vertice rosso, così come rossa è la nuca (da cui il nome comune ed il nome scientifico della specie) e gola che nei maschi è completamente rossa, mentre nelle femmine è rossa inferiormente e bianca nelle immediate vicinanze del becco.

Il becco è appuntito, conico e nero; le zampe presentano zigodattilia e sono di colore grigio scuro con grosse unghie che garantiscono una salda presa anche su superfici quasi del tutto lisce, mentre gli occhi sono bruni.

## Biologia

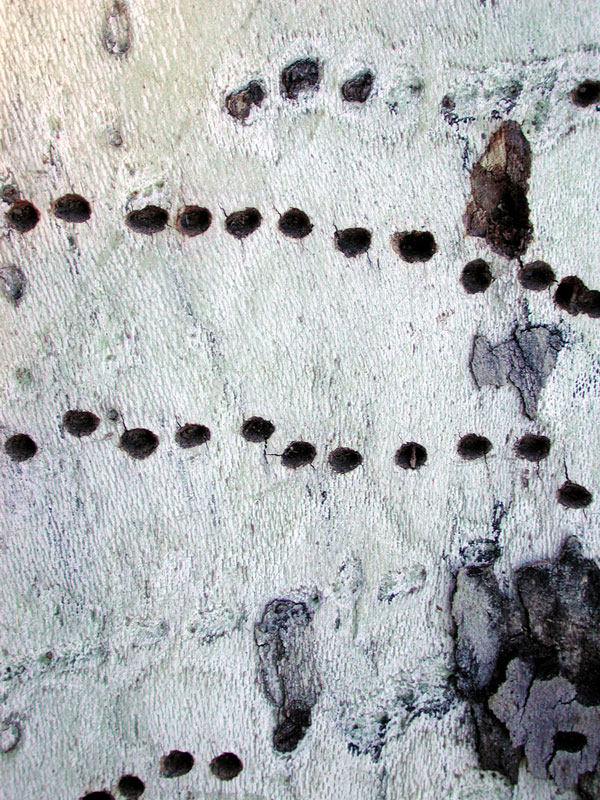
Buchi lasciati da un picchio nucarossa su di un platano in Arizona.

Si tratta di uccelli diurni e principalmente solitari, che vivono fra gli alberi e sono estremamente schivi, tanto che è molto più facile sentirli che vederli.

### Alimentazione
I picchi nucarossa, come i loro congeneri, si nutrono principalmente della linfa degli alberi: per ottenerla, essi praticano numerosi fori consecutivi nella corteccia, succhiando poi il fluido che fuoriesce. Essi mangiano anche gli insetti che si avvicinano attratti dalla linfa sgorgante, oppure quelli che vi rimangono invischiati: possono catturare anche insetti in volo, mentre è più raro che cerchino attivamente larve annidate nel legno oppure che si nutrano di altri cibi, come frutti e bacche. In generale, pare che i picchi nucarossa tendano a praticare i fori alla corteccia partendo quasi della base dell'albero, per poi risalire col tempo.

### Riproduzione

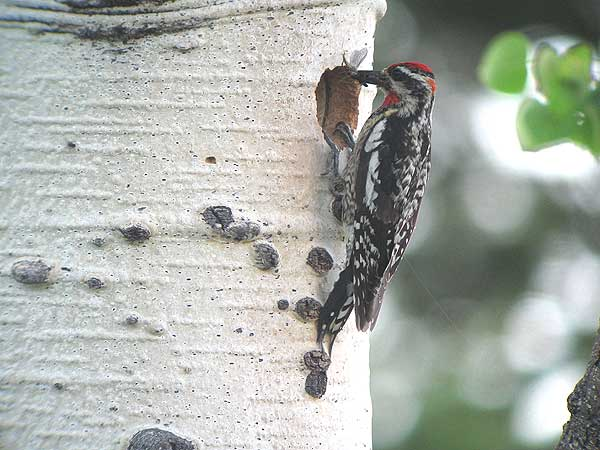
Una femmina di picchio nucarossa si appresta ad entrare nel nido con un insetto nel becco per nutrite i nidiacei.

I picchi nucarossa nidificano in cavità dei tronchi d'albero che essi stessi provvedono a scavarsi. Per questa operazione, essi tendono a scegliere alberi morenti o morti, dal legno interno più tenero e quindi più facili da perforare. Le specie predilette per l'ubicazione del nido sono il pioppo tremulo montano (specialmente nel nord-ovest degli USA) ed il larice occidentale, con predilezione speciale per quelli dal tronco spezzato.
All'interno del nido vengono deposte da 3 a 7 uova, che vengono covate dalla femmina per 12-13 giorni, mentre il maschio si occupa di procurare il cibo. I piccoli sono nudi e vengono nutriti da ambedue i genitori per 25-29 giorni, ossia fino a quando non sono in grado d'involarsi.
Generalmente il nido viene utilizzato un'unica volta, per poi essere abbandonato in favore di un nuovo nido scavato più in alto, possibilmente sul medesimo tronco: non di rado i nidi abbandonati di picchio nucarossa vengono utilizzati per la nidificazione da altre specie.

## Distribuzione e habitat

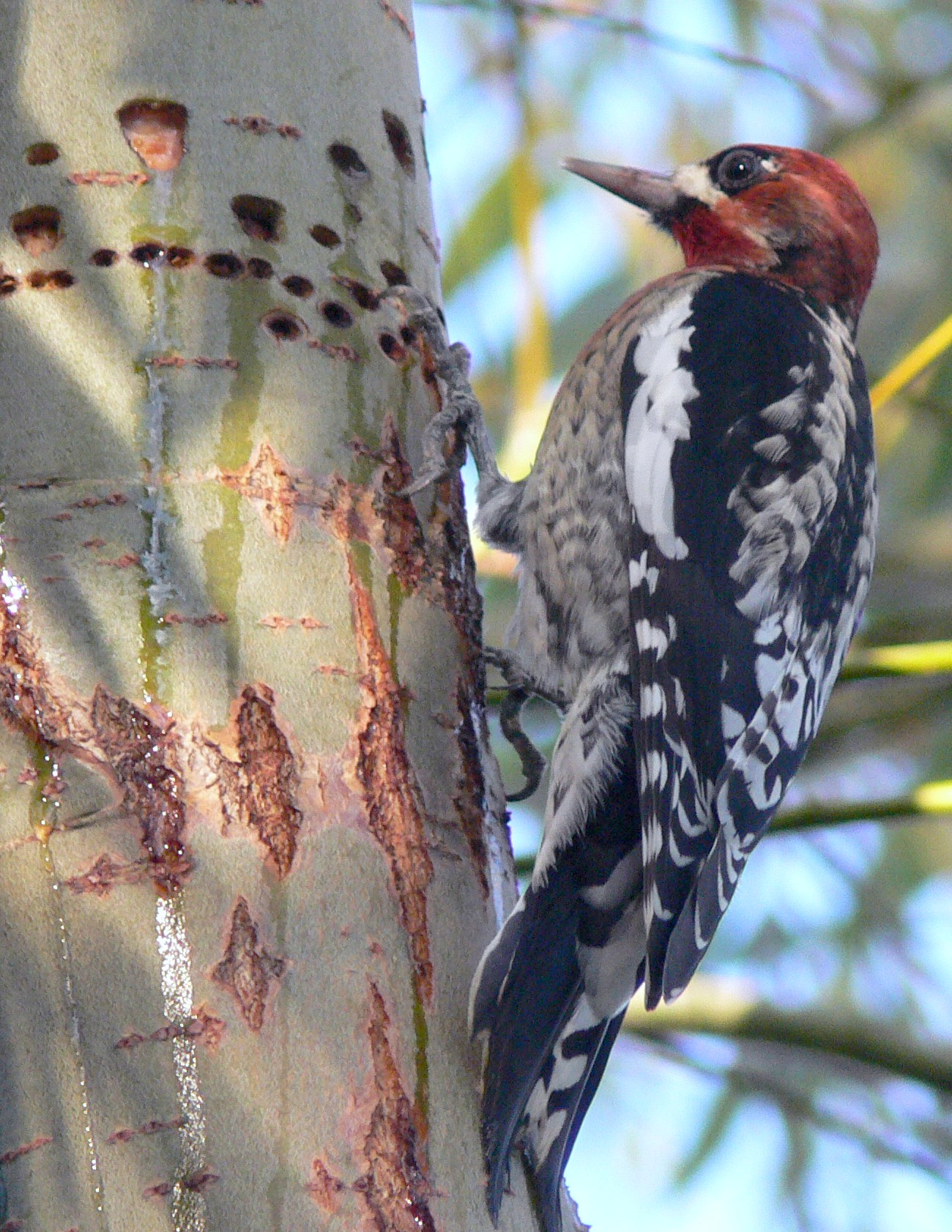
Ibrido di picchio nucarossa e picchio pettorosso si nutre da alcuni fori praticati nella corteccia.

La specie è diffusa lungo tutte le Montagne Rocciose, dal sud-est della Columbia Britannica al Nuovo Messico, oltre che nell'area del Gran Bacino e dell'altopiano del Colorado: una piccola popolazione sopravvive sulla Sierra Nevada, in California.
Il picchio nucarossa predilige le aree di foresta decidua e mista ben mature, con presenza di grossi alberi e alberi morti dove poter scavare il nido e trovare il cibo. Questo uccello può adattarsi anche alla vita nei giardini privati e nei parchi pubblici ben alberati, pur rimanendo molto schivo e diffidente.
Durante l'inverno, i picchi nucarossa tendono a migrare verso sud, raggiungendo il Messico centrale, e verso quote minori.

## Tassonomia
In passato veniva considerato una sottospecie di Sphyrapicus ruber, ma attualmente gli studiosi sono più propensi ad elevarlo a specie a sé stante.